# Municipio di Mons
Il  Palazzo Comunale di Mons, in Belgio, sorge sulla centrale Grand-Place.
È uno dei maggiori monumenti della città e un bell'esempio dello stile gotico brabantino.

## Storia e descrizione

### Origini
All'inizio della sua organizzazione comunale gli scabini di Mons si riunivano nel castello dei Conti di Hainaut. Verso il XIII secolo viene menzionato un primo municipio, chiamato Maison de la Paix, sito in Rue de Nimy. Ma altri documenti coevi lasciano supporre che esistevano due Maison de la Paix, di cui la seconda, più recente, sulla piazza del mercato (Grand-Place).
È nel 1323 che il conte Guglielmo I di Hainaut dà l'autorizzazione di costruire la Maison de la Paix sul luogo dell'attuale municipio. Detta allora Maison de Ville, venne costruita con una base di pietre e mattoni e una soprelevazione a graticci . Questo edificio subì varie modifiche lungo il corso del XV secolo, fino a quando nel 1458 si decide la costruzione di un nuovo e più ampio edificio.

### Il Municipio gotico
In seguito all'inizio della costruzione della Collegiata di Santa Valdetrude e lo sviluppo economico-demografico della città, gli scabini decidono di intraprendere la ricostruzione del Municipio. La prima pietra viene posta l'8 marzo 1459, ma nel 1477 esplode la polveriera che si trovava nell'adiacente arsenale, danneggiando notevolmente l'edificio in costruzione.
Il cantiere viene subito ripreso, facendo appello al grande architetto Matthijs de Layens, già attivo in città nel cantiere della collegiata, e autore del monumentale Municipio di Lovanio. De Layens disegnò il progetto di un grande edificio di stile gotico fiammeggiante a due piani. 
Tuttavia la mancanza di fondi non permise la costruzione del secondo piano, che lasciò l'edificio incompiuto. Per molto tempo il palazzo presentava la copertura provvisoria di un Tetto di paglia, che venne rimpiazzato da una copertura a tegole solo nel XVI secolo. Nel XVIII secolo il tetto venne profondamente modificato quando vide il rivestimento attuale d'ardesia e Tirou e Caffiaux vi aggiunsero il lanternone classicheggiante fra il 1716 e il 1718; che accoglie l'antica campana detta Bancloque. risalente al 1390, e trasferita dall'altra Maison de la Paix.
Nel XIX secolo l'edificio venne restaurato.